# Nils Olof Bonnier
Nils Olof Bonnier, född 1945 i Göteborg, död 1969, var en svensk konceptuell konstnär och skribent, verksam under en kort men intensiv period på 1960-talet. 
Som barn målade Bonnier sammetstavlor som han sålde till familjens grannar.
Bonnier utbildade sig på Slöjdföreningens skola i Göteborg, Konstfack och Konsthögskolan i Stockholm och slutligen på Valands konstskola i Göteborg. Med ett antal elever på Valand bildade han gruppen Björnligan som snabbt blev uppmärksammad i svenskt konstliv.
Han hann med ett antal separatutställningar, bland annat på Galleri AE i Göteborg och  Galleri Bleue i Stockholm, gav ut artists' books och skrev konstkritik för bland annat Göteborgs Handels- och Sjöfartstidning. Det finns även en offentlig skulptur av honom i grönt lackerad stål, placerad 1968 på Askims Pilegårdsväg.
Strax efter midnatt den 22 maj 1969, på båten Birger Jarl mellan Helsingfors och Stockholm, efter en skolresa med konstskolan Valand till Leningrad, försvann Bonnier spårlöst. Det har spekulerats om han att han haft en olyckshändelse, försvann frivilligt, begick självmord eller rentav blev mördad. I april 1986 ansökte man vid Göteborgs tingsrätt om att dödförklara Bonnier.
Bonnier efterlämnade sig en sambo och en son.
Nils Olof Bonnier finns representerad på Moderna Museet och Göteborgs konstmuseum.
Filmen Konstnären som försvann från 2012, av Johan von Sydow avhandlar Bonniers konstnärskap och försvinnande.
Boken "Farlig Hamn" av Tom Paxal behandlar också händelsen. Paxal var matros på s/s Birger Jarl och tros vara en av dom sista som såg Bonnier i livet.